# 1-я радиотехническая бригада ПВО Украины
1-я Галицко-Волынская радиотехническая бригада (в/ч А-4324, укр. 1-ша Галицько-Волинська радіотехнічна бригада) — воинское формирование в составе воздушного командования «Запад» Воздушных Сил ВСУ. Бригада выполняет задачи охраны государственной границы Украины в воздушном пространстве.
Бригада сформирована 30 декабря 1941 года.

## Структура[2]
- 682-й радиотехнический батальон (г. Ивано-Франковск, в/ч А-4604):
  - 27-я отдельная радиолокационная рота (в/ч А-3737) г. Мукачево[3][4];
  - 32-я отдельная радиолокационная рота (в/ч А-1662) с. Геча[3];
  - 107-я отдельная радиолокационная рота (в/ч А-1920) c. Редковцы.
- 264-й радиотехнический батальон (в/ч А-1573) с. Великая Омеляна:
  - 15-я отдельная радиолокационная рота (в/ч А-0711) г. Староконстантинов;
  - 259-я отдельная радиолокационная рота (в/ч А-2099) с. Верба;
  - 673-я отдельная радиолокационная рота (в/ч А-0864) пос. Луков;
  - 676-я отдельная радиолокационная рота (в/ч А-1694) пос. Ратно.
- 1580-й радиотехнический батальон (в/ч А-1463) с. Батятычи:
  - 674-я отдельная радиолокационная рота (в/ч А-1524) г. Рава-Русская;
  - 675-я отдельная радиолокационная рота (в/ч А-1859);
  - 693-я отдельная радиолокационная рота (в/ч А-1822) с. Малнов.